# Andrew Blake
Andrew Blake (nascut el 1948) és un director i productor de cinema eròtic per a adults estatunidenc. Blake ha estat introduït tant als Salons de la Fama AVN com XRCO Halls of Fame i ha rebut les medalles del Festival Internacional de Cinema Worldfest-Houston per la seva primera pel·lícula Night Trips.

## Biografia
Andrew Blake va començar la seva carrera treballant en pel·lícules per a Playboy, i després per a Penthouse (revista) Penthouse, però va començar a treballar de forma independent a la dècada de 1990. La majoria de les pel·lícules de Blake s'estrenen a través de la seva pròpia companyia de producció, Studio A Entertainment. Andrew Blake és membre del AVN Hall of Fame (200?) i del XRCO Hall of Fame (2003). Les pel·lícules de Blake solen comptar amb partitures de música originals del compositor Raoul Valve.
Blake ha descrit el seu treball com a "moda eròtica", i les seves pel·lícules solen incloure fetitxe, bondage i imatges lesbianes, sovint excloent l'intercanvi íntegrament heterosexual. Les primeres pel·lícules de Blake eren principalment obres d'eròtica softcore i aquesta sensibilitat encara informa del seu ritme i estil. Les primeres pel·lícules realitzades per Blake poc després del seu establiment com a director independent són plenament explícites i solen combinar relacions heterosexuals amb imatges de lesbianes, alhora que inclouen molt menys contingut fetitxista i de servitud que les seves pel·lícules posteriors.
S'hi inclou una entrevista amb Blake a la pel·lícula documental sobre la indústria estatunidenca del porno 9 to 5 – Days in Porn (2009).

## Recepció
La primera pel·lícula important de Blake, Night Trips, (1989), a ser guardonada amb la Medalla de Plata en la categoria de llançament no cinematogràfic al Festival Internacional de Cinema de Worldfest-Houston. Andrew Blake té la distinció de ser el primer director d'adults a guanyar un premi de cinema en un festival internacional de cinema convencional.
Les pel·lícules d'Andrew Blake es caracteritzen per uns valors de producció elevats, una estilització artística i una tècnica rigorosa. El seu estil s'ha comparat amb el del fotògraf de moda seminal Helmut Newton, i es va descriure com a "decadent, exuberant, opulent, incansable, suscitat de diners i sofisticat."
L'escriptora de sexe Violet Blue diu de l'obra de Blake: "Es tracta d'un gènere ben diferent de cinema eròtic explícit, evident des del primer fotograma: pura alta moda, brillant fantasia de llaminadures. Està luxoxament dissenyat de punta a punta. I és elegant com l'infern."

## Cultura pop
Andrew Blake ha tingut un impacte significatiu en la cultura del cinema pop. Blake va ser el primer director per a adults que va guanyar un premi de cinema convencional amb Night Trips rodat el 1989, que va guanyar la Medalla de Plata en la categoria de llançament no cinematogràfic al Festival Internacional de Cinema de Worldfest-Houston. Blake va presentar Dita Von Tease en un llargmetratge Corsets & Upskirts, que la va presentar com a pinup i va destacar el seu interès per l'estil de vida fetitxistaelevant encara més la seva carrera com a estrella mundial del fetitxe burlesque. Blake ha estat al capdavant de la cultura pop que abasta la tecnologia, com ara l'adopció pionera de Twitter el 2011, i ha ajudat a afegir la cinematografia basada en la fotografia a l'era digital. Traspassant les seves pel·lícules a versions digitals d'alta definició, Blake va establir l'estàndard per a una eròtica d'alta definició.

## Filmografia (selecta)
- Playboy: Sexy Lingerie (1988)
- Night Trips (1989)
- Secrets (1990)
- House of Dreams (1990)
- Art of Desire (1991)
- Penthouse Satin & Lace (1992)
- Penthouse Satin & Lace II: Hollywood Undercover (1993)
- Captured Beauty (1995)
- Hidden Obsessions (1993)
- Sensual Exposure (1993)
- Les Femmes Erotiques (1993)
- Fantasy Women (1994)
- Unleashed (1996)
- Dark Angel (1997)
- Possessions (1997)
- Paris Chic (1997)
- High Heels (1998)
- Delirious (1998)
- Wet (1998)
- Pin-Ups a.k.a. Andrew Blake's Pin-Ups (1999)
- Pin-Ups 2 a.k.a. Andrew Blake's Pin-Ups 2 (1999)
- Blond & Brunettes (2001)
- Exhibitionists (2001)
- Blond & Brunettes (2001)
- Girlfriends (2002)
- The Villa (2002)
- Justine (2002)
- Adriana (2003)
- Hard Edge (2003)
- Close-Ups (2004)
- Flirts (2004)
- Naked Diva (2004)
- Body Language (2005)
- Valentina (2006)
- Andrew Blake X a.k.a. X (2007)
- Andrew Blake X2 (2007)
- Paid Companions (2008)
- House Pets (2008)
- Night Trips: a dark Odyssey (2008)
- Sex Dolls (2010)[7]

## Premis
- 1999 Premi AVN "Millor pel·lícula de sexe" (High-Heels)
- 2000 Premi AVN "Millor pel·lícula de sexe" (Playthings)
- 2002 Premi AVN "Millor direcció artística" (Blond & Brunettes)
- 2002 Premi AVN "Millor fotografia" (Blond & Brunettes)
- 2002 Venus Award "Millor Director USA"
- 2004 Premi AVN "Millor pel·lícula de sexe" (Hard Edge)
- 2004 Premi AVN "Millor direcció artística" (Hard Edge)
- 2004 Premi AVN "Millor fotografia" (Hard Edge)
- 2004 Premi AVN "Millor muntatge" (Hard Edge)
- 2005 Premi AVN "Millor fotografia" (Flirts)
- 2008 Premi AVN "Millor muntatge" (X)
- 2009 Premi AVN "Millor fotografia" (Paid Companions)[8]
- 2010 XBIZ Award "Excellence in Progressive Erotica"[9]
- 2011 XBIZ Award "Millor muntatge" (Voyeur Within)[10]
- 2013 Premi AVN "Millor web de fotografia" (AndrewBlake.com)[11]
- 2014 Premi AVN "Millor web de glamour" (AndrewBlake.com)[12]